# Die 100 besten Bücher des norwegischen Buchklubs
Die 100 besten Bücher des norwegischen Buchklubs (norwegisch Verdensbiblioteket) ist eine Reihe von Buchklassikern, hauptsächlich Romanen, die vom norwegischen Buchklub im Jahr 2002 veröffentlicht wurde. Sie basiert auf einer Liste der hundert besten Bücher, die von hundert Schriftstellern aus 54 Ländern vorgeschlagen und vom Buchklub zusammengestellt wurde. Diese soll die Weltliteratur mit Büchern aus allen Ländern, Kulturkreisen und Zeiten widerspiegeln.
Jeder Schriftsteller musste seine persönliche Liste bestehend aus zehn Büchern auswählen. Die einzelnen Werke, die bei diesem Prozess zusammengekommen sind, sind in keiner bestimmten Rangreihenfolge geordnet. Die Organisatoren gaben bekannt, sie seien „alle gleichberechtigt“, mit der Ausnahme des Don Quijote, dem die Auszeichnung „bestes literarisches Werk aller Zeiten“ zuteilwurde.
Fjodor Dostojewski ist mit vier Werken der Autor mit den meisten Büchern auf der Liste. William Shakespeare, Franz Kafka und Lew Tolstoi haben jeweils drei.

## Aufschlüsselung der Wähler und der Liste
Zu den befragten Schriftstellern zählten 69 Männer und 31 Frauen. 85 der Bücher auf der Liste wurden von Männern geschrieben, 11 von Frauen und vier von einem unbekannten Autor. 26 der 100 abstimmenden Schriftsteller sprechen Englisch als Muttersprache, was ein Faktor dafür sein mag, dass so viele der angegebenen Bücher (29) englische Werke sind.

## Liste der Bücher
| Titel                                                | Autorin/Autor              | Jahr                                                  | Land                                          | Sprache               |
| ---------------------------------------------------- | -------------------------- | ----------------------------------------------------- | --------------------------------------------- | --------------------- |
| Alles zerfällt                                       | Chinua Achebe              | 1958                                                  | Nigeria                                       | Englisch              |
| Märchen                                              | Hans Christian Andersen    | 1835–37                                               | Dänemark                                      | Dänisch               |
| Die göttliche Komödie                                | Dante Alighieri            | 1308–21                                               | Italien                                       | Italienisch           |
| Gilgamesch-Epos                                      | Unbekannt                  | 18. bis 17. Jahrhundert v. Chr.                       | Sumererreich                                  | Akkadisch             |
| Das Buch Hiob                                        | Unbekannt                  | 7. bis 4. Jahrhundert v. Chr.                         | Achämenidenreich                              | Hebräisch             |
| Tausend und eine nacht                               | Verschiedene               | 700–1500                                              | Irak/Iran/Indien/Syrien/Ägypten/Tadschikistan | Arabisch              |
| Brennu Njáls Saga                                    | Unbekannt                  | 13. Jahrhundert                                       | Island                                        | Altnordisch           |
| Stolz und Vorurteil                                  | Jane Austen                | 1813                                                  | Vereinigtes Königreich                        | Englisch              |
| Vater Goriot                                         | Honoré de Balzac           | 1835                                                  | Frankreich                                    | Französisch           |
| Molloy, Malone stirbt, Der Namenlose – eine Trilogie | Samuel Beckett             | 1951–53                                               | Irland                                        | Französisch, Englisch |
| Das Decamerone                                       | Giovanni Boccaccio         | 1349–53                                               | Italien                                       | Italienisch           |
| Fiktionen                                            | Jorge Luis Borges          | 1944–86                                               | Argentinien                                   | Spanisch              |
| Sturmhöhe                                            | Emily Brontë               | 1847                                                  | Vereinigtes Königreich                        | Englisch              |
| Der Fremde                                           | Albert Camus               | 1942                                                  | Algerien                                      | Französisch           |
| Gedichte                                             | Paul Celan                 | 1952                                                  | Rumänien, UdSSR, Frankreich                   | Deutsch               |
| Reise ans Ende der Nacht                             | Louis-Ferdinand Céline     | 1932                                                  | Frankreich                                    | Französisch           |
| Don Quijote                                          | Miguel de Cervantes        | 1605 (Teil 1), 1615 (Teil 2)                          | Spanien                                       | Spanisch              |
| Canterbury Tales                                     | Geoffrey Chaucer           | 1380s–1400                                            | England                                       | Englisch              |
| Erzählungen                                          | Anton Chekhov              | 1886                                                  | Russland                                      | Russisch              |
| Nostromo                                             | Joseph Conrad              | 1904                                                  | Vereinigtes Königreich                        | Englisch              |
| Große Erwartungen                                    | Charles Dickens            | 1861                                                  | Vereinigtes Königreich                        | Englisch              |
| Jacques der Fatalist und sein Herr                   | Denis Diderot              | 1796                                                  | Frankreich                                    | Französisch           |
| Berlin Alexanderplatz                                | Alfred Döblin              | 1929                                                  | Deutschland                                   | Deutsch               |
| Schuld und Sühne                                     | Fjodor Dostojewski         | 1866                                                  | Russland                                      | Russisch              |
| Der Idiot                                            | Fjodor Dostojewski         | 1869                                                  | Russland                                      | Russisch              |
| Die Dämonen                                          | Fjodor Dostojewski         | 1872                                                  | Russland                                      | Russisch              |
| Die Brüder Karamasow                                 | Fjodor Dostojewski         | 1880                                                  | Russland                                      | Russisch              |
| Middlemarch                                          | George Eliot               | 1871                                                  | Vereinigtes Königreich                        | Englisch              |
| Der unsichtbare Mann                                 | Ralph Ellison              | 1952                                                  | Vereinigte Staaten                            | Englisch              |
| Medea                                                | Euripides                  | 431 v. Chr.                                           | Griechenland                                  | Griechisch            |
| Absalom, Absalom!                                    | William Faulkner           | 1936                                                  | Vereinigte Staaten                            | Englisch              |
| Schall und Wahn                                      | William Faulkner           | 1929                                                  | Vereinigte Staaten                            | Englisch              |
| Madame Bovary                                        | Gustave Flaubert           | 1857                                                  | Frankreich                                    | Französisch           |
| L’Éducation sentimentale                             | Gustave Flaubert           | 1869                                                  | Frankreich                                    | Französisch           |
| Romancero gitano                                     | Federico García Lorca      | 1928                                                  | Spanien                                       | Spanisch              |
| Hundert Jahre Einsamkeit                             | Gabriel García Márquez     | 1967                                                  | Kolumbien                                     | Spanisch              |
| Liebe in Zeiten der Cholera                          | Gabriel García Márquez     | 1985                                                  | Kolumbien                                     | Spanisch              |
| Faust                                                | Johann Wolfgang von Goethe | 1832                                                  | Deutschland                                   | Deutsch               |
| Die toten Seelen                                     | Nikolai Gogol              | 1842                                                  | Russland                                      | Russisch              |
| Die Blechtrommel                                     | Günter Grass               | 1959                                                  | Deutschland                                   | Deutsch               |
| Grande Sertão                                        | João Guimarães Rosa        | 1956                                                  | Brasilien                                     | Portugiesisch         |
| Hunger                                               | Knut Hamsun                | 1890                                                  | Norwegen                                      | Norwegisch            |
| Der alte Mann und das Meer                           | Ernest Hemingway           | 1952                                                  | Vereinigte Staaten                            | Englisch              |
| Ilias                                                | Homer                      | 760–710 v. Chr.                                       | Griechenland                                  | Griechisch            |
| Die Odyssee                                          | Homer                      | 8. Jahrhundert v. Chr.                                | Griechenland                                  | Griechisch            |
| Nora oder Ein Puppenheim                             | Henrik Ibsen               | 1879                                                  | Norwegen                                      | Norwegisch            |
| Ulysses                                              | James Joyce                | 1922                                                  | Irland                                        | Englisch              |
| Erzählungen                                          | Franz Kafka                | 1924                                                  | Tschechien                                    | Deutsch               |
| Das Urteil                                           | Franz Kafka                | 1925                                                  | Tschechien                                    | Deutsch               |
| Das Schloss                                          | Franz Kafka                | 1926                                                  | Tschechien                                    | Deutsch               |
| Abhijnanashakuntala                                  | Kālidāsa                   | Erstes Jahrhundert v. Chr. bis 4. Jahrhundert n. Chr. | Indien                                        | Sanskrit              |
| Ein Kirschbaum im Winter                             | Yasunari Kawabata          | 1954                                                  | Japan                                         | Japanisch             |
| Alexis Zorbas                                        | Nikos Kazantzakis          | 1946                                                  | Griechenland                                  | Griechisch            |
| Söhne und Liebhaber                                  | D. H. Lawrence             | 1913                                                  | Vereinigtes Königreich                        | Englisch              |
| Sein eigener Herr                                    | Halldór Laxness            | 1934–35                                               | Island                                        | Isländisch            |
| Gedichte                                             | Giacomo Leopardi           | 1818–1837                                             | Italien                                       | Italienisch           |
| Das goldene Notizbuch                                | Doris Lessing              | 1962                                                  | Vereinigtes Königreich                        | Englisch              |
| Pippi Langstrumpf                                    | Astrid Lindgren            | 1945                                                  | Schweden                                      | Schwedisch            |
| Tagebuch eines Verrückten                            | Lu Xun                     | 1918                                                  | China                                         | Chinesisch            |
| Die Kinder unseres Viertels                          | Naguib Mahfouz             | 1959                                                  | Ägypten                                       | Arabisch              |
| Buddenbrooks                                         | Thomas Mann                | 1901                                                  | Deutschland                                   | Deutsch               |
| Der Zauberberg                                       | Thomas Mann                | 1924                                                  | Deutschland                                   | Deutsch               |
| Moby Dick                                            | Herman Melville            | 1851                                                  | Vereinigte Staaten                            | Englisch              |
| Essays                                               | Michel de Montaigne        | 1595                                                  | Frankreich                                    | Französisch           |
| History                                              | Elsa Morante               | 1974                                                  | Italien                                       | Italienisch           |
| Menschenkind                                         | Toni Morrison              | 1987                                                  | Vereinigte Staaten                            | Englisch              |
| Genji Monogatari                                     | Murasaki Shikibu           | 1000–12                                               | Japan                                         | Japanisch             |
| Der Mann ohne Eigenschaften                          | Robert Musil               | 1930–32                                               | Österreich                                    | Deutsch               |
| Lolita                                               | Vladimir Nabokov           | 1955                                                  | Russland / Vereinigte Staaten                 | Englisch              |
| 1984                                                 | George Orwell              | 1949                                                  | Vereinigtes Königreich                        | Englisch              |
| Metamorphosen                                        | Ovid                       | Erstes Jahrhundert n. Chr.                            | Römisches Reich                               | Latein                |
| Das Buch der Unruhe                                  | Fernando Pessoa            | 1928                                                  | Portugal                                      | Portugiesisch         |
| Erzählungen                                          | Edgar Allan Poe            | 1832–49                                               | Vereinigte Staaten                            | Englisch              |
| Auf der Suche nach der verlorenen Zeit               | Marcel Proust              | 1913–27                                               | Frankreich                                    | Französisch           |
| Gargantua und Pantagruel                             | François Rabelais          | 1532–34                                               | Frankreich                                    | Französisch           |
| Pedro Páramo                                         | Juan Rulfo                 | 1955                                                  | Mexiko                                        | Spanisch              |
| Masnawi                                              | Rumi                       | 1258–73                                               | Persien                                       | Persisch              |
| Mitternachtskinder                                   | Salman Rushdie             | 1981                                                  | Vereinigtes Königreich                        | Englisch              |
| Bustan                                               | Saadi                      | 1257                                                  | Persien                                       | Persisch              |
| Zeit der Nordwanderung                               | Tayeb Salih                | 1966                                                  | Sudan                                         | Arabisch              |
| Die Stadt der Blinden                                | José Saramago              | 1995                                                  | Portugal                                      | Portugiesisch         |
| Hamlet                                               | William Shakespeare        | 1603                                                  | England                                       | Englisch              |
| König Lear                                           | William Shakespeare        | 1608                                                  | England                                       | Englisch              |
| Othello                                              | William Shakespeare        | 1609                                                  | England                                       | Englisch              |
| König Ödipus                                         | Sophokles                  | 430 v. Chr.                                           | Griechenland                                  | Griechisch            |
| Rot und Schwarz                                      | Stendhal                   | 1830                                                  | Frankreich                                    | Französisch           |
| Leben und Ansichten von Tristram Shandy, Gentleman   | Laurence Sterne            | 1760                                                  | Irland                                        | Englisch              |
| Zeno Cosini                                          | Italo Svevo                | 1923                                                  | Italien                                       | Italienisch           |
| Gullivers Reisen                                     | Jonathan Swift             | 1726                                                  | Irland                                        | Englisch              |
| Krieg und Frieden                                    | Lew Tolstoi                | 1865–69                                               | Russland                                      | Russisch              |
| Anna Karenina                                        | Lew Tolstoi                | 1877                                                  | Russland                                      | Russisch              |
| Der Tod des Iwan Iljitsch                            | Lew Tolstoi                | 1886                                                  | Russland                                      | Russisch              |
| Die Abenteuer des Huckleberry Finn                   | Mark Twain                 | 1884                                                  | Vereinigte Staaten                            | Englisch              |
| Ramayana                                             | Valmiki                    | 5. bis 4. Jahrhundert v. Chr.                         | Indien                                        | Sanskrit              |
| Aeneis                                               | Virgil                     | 29–19 v. Chr.                                         | Römisches Reich                               | Latein                |
| Mahabharata                                          | Vyasa                      | 9. bis 5. Jahrhundert v. Chr.                         | Indien                                        | Sanskrit              |
| Grashalme                                            | Walt Whitman               | 1855                                                  | Vereinigte Staaten                            | Englisch              |
| Mrs Dalloway                                         | Virginia Woolf             | 1925                                                  | Vereinigtes Königreich                        | Englisch              |
| Die Fahrt zum Leuchtturm                             | Virginia Woolf             | 1927                                                  | Vereinigtes Königreich                        | Englisch              |
| Ich zähmte die Wölfin                                | Marguerite Yourcenar       | 1951                                                  | Frankreich/Belgien                            | Französisch           |